# Waiting for a Train
Waiting for a Train is de negende single van de Australische synthpopgroep Flash and the Pan. De single is afkomstig van het album Headlines en werd de meest succesvolle single van de band met een notering op nummer zeven in de UK Singles Chart in 1983. De 12 inch-versie bevatte een langere discoversie van Waiting for a Train die 5:42 duurde.
In 1989 kwam een nieuwe versie van het lied op de markt, geremixt door Harry Schulz en Kaplan Kaye, getiteld Waiting for a Train '89 (The Harrymeetskaplan Mix). Het kende alleen een release in het Verenigd Koninkrijk bij Cha Cha Records.
Het lied werd in 2008 gebruikt door Guy Ritchie in zijn misdaad/dramafilm RocknRolla.